# NGC 3347A
NGC 3347A is een balkspiraalstelsel in het sterrenbeeld Luchtpomp. Het hemelobject ligt in de buurt van NGC 3347, NGC 3347B en NGC 3347C.

## Synoniemen
- ESO 376-4
- MCG -6-24-2
- AM 1038-360
- IRAS10380-3609
- PGC 31761